# La Flor de Irupé
La Flor de Irupé és una pel·lícula en blanc i negre de l'Argentina dirigida per Alberto Dubois. El nom al·ludeix a la donzella protagonista d'una llegenda guaraní relacionada amb aquesta flor. Va ser el primer treball protagonista de l'actriu Libertad Leblanc, amb Luis Alarcón i Héctor Pellegrini en papers estel·lars. Filmada en blanc i negre, va ser estrenada a l'Argentina el 4 d'octubre de 1962.
L'audàcia dels nus que presenta la pel·lícula, inesperada per a l'època, i l'evident bellesa física de la protagonista, van fer de La flor de irupé un èxit de taquilla, instal·lant a Libertat Leblanc (en aquells dies de 24 anys) com un gran sex symbol de l'època, sobretot a l'Argentina.

## Sinopsi
Tres delinqüents que van robar un banc i van assassinar un guàrdia fugen amb el botí. Buscant on ocultar-se troben una barraca solitària entre als esteros del Iberá, a la vora del riu Paraná, habitada per un ancià paranyer, ermità i excèntric. Els fugitius s'apoderen de la barraca i decideixen ocultar-se allí per un temps. Els dies passen lentament i el tedi, l'avorriment i la falta de dones, torna als pròfugs inquiets i irritables. Un capvespre, un d'ells, Roberto (Luis Alarcón), mentre deambulen pels voltants, es topa amb una bella noia, de cabell ros i pell blanquíssima, banyant-se nua en el riu. Quan ell intenta acostar-se i entaular conversa, ella s'allunya i es perd en l'espessor. És real o ha estat només un miratge?
En tornar a la barraca, Roberto relata el succeït als seus dos sequaços. L'ancià paranyer els narra llavors l'estranya i tràgica història de "la flor de irupé", llegenda que camina circulant per la zona des de fa alguns anys. Es tracta d'un espectre femení, una bella noia a la qual és possible veure banyant-se nua en les aigües del riu, les nits de lluna plena. Segons la llegenda, la jove, única filla d'una aristocràtica família del lloc, va trobar la mort en aquestes aigües després d'una horrible tragèdia. Durant la seva lluna de mel, un jardiner dement va atacar al flamant espòs i el va matar, per a després violar a la jove esposa. Boja de dolor, la noia va córrer cap als esteros, internant-se en les aigües, on va trobar la mort. Des d'aquell tràgic dia, el fantasma de la bella jove torna cada lluna plena, esperant retrobés amb el seu marit mort. Encara que és una inquietant història, els delinqüents no se la creuen.
Però alguns dies després, Roberto torna a trobar-se amb la noia. Es diu Marta i resulta ser de carn i os. Allí mateix, l'home i la dona fan l'amor, i aviat s'enamoren. Però les coses no seran tan fàcils per a Roberto i Marta, "la Flor de Irupé".

## Repartiment
- Libertad Leblanc... Marta
- Luis Alarcón... Roberto
- Héctor Pellegrini... El ladrón
- Mario Amaya... Indio
- Alberto Barcel
- Héctor Carrión... El Sapo
- Alberto Barcel... Don Lucas
- Mario Casado
- Amelia Folcini
- Jorge L. Fossati
- Carlos García

## Títols alternatius
- La flor desnuda
- Love hunger
- Soif d'amour

## Versió alternativa a color
La reedició en vídeo de la pel·lícula per part de la companyia distribuïdora de pel·lícules estatunidenca Something Weird Vídeo (sèrie Twisted Sex, Vol. 18, 1998) va intercalar una seqüència a color de 12 minuts, la qual descriu el relat de l'ancià. Pel fet que la pel·lícula va ser filmada íntegrament en blanc i negre, aquesta seqüència de filmació relativament recent va ser inclosa per la companyia SWV per a comptar amb escenes en color que poguessin ser utilitzades per al tràiler i el cartell de promoció. La Flor de Irupé es troba actualment dins del catàleg de Something Weird Vídeo sota el títol internacional Love hunger; a més el lloc cita com a data d'estrena el moment en què es va llançar als Estats Units, 1965 (3 anys després que a l'Argentina).